# Liste des drapeaux de Suisse I
Pour les communes suisses commençant par I. Pour plus d'informations sur les conceptions, s'il vous plaît lire l'article d'une commune. 

Interlaken
Illnau-Effretikon (Effretikon)
Illnau-Effretikon (Illnau)
Isenthal